# لويس سانت لوران
لويس سانت لوران (بالإنجليزية: Louis St. Laurent)‏ (و. 1882 – 1973 م) هو سياسي، ومحامي، ودبلوماسي كندي، ولد في كونتون، كان عضوًا في الحزب الليبرالي الكندي، توفي في مدينة كيبك، عن عمر يناهز 91 عاماً، بسبب قصور القلب.
ولد ونشأ في جنوب شرق كيبيك، وكان لوران محاميًا بارزًا ومؤيدًا للحزب الليبرالي الكندي. في فبراير 1942، دخل الحياة السياسة بعد فوزه في الانتخابات الفرعية في دائرة كيبيك الشرقية وأصبح على الفور وزيرًا للعدل في عهد رئيس الوزراء وليام ليون ماكينزي كينغ. في سبتمبر 1946 أصبح سانت لوران وزيرًا للخارجية وشغل هذا المنصب لعامين، وأصبح بعدها زعيمًا للحزب الليبرالي ورئيسًا للوزراء، خلفًا لكينغ الذي تقاعد. انتصر الحزب بقيادة سانت لوران انتصارًا ساحقًا في الانتخابات الفيدرالية لعامي 1949 و1953 ووصل إلى حكومات الأغلبية.
كان سانت لوران ثاني كندي فرنسي يتولى هذا المنصب، وقد دافع بشدة عن الشيوعية وكان مؤيدًا متحمسًا لانضمام كندا إلى الناتو في عام 1949 لمحاربة انتشار الأيديولوجية. وساهمت حكومته بقوات في الحرب الكورية. أما في الوطن، قدمت حكومة سانت لوران خطة الادخار المسجلة للتقاعد وأشرفت على بناء طريق عابر كندا السريع، وطريق سانت لورانس البحري، وخط أنابيب عبر كندا. حصل سانت لوران على لقب «العم لويس» لأنه كان يتمتع بشعبية كبيرة بين عامة الناس طوال فترة ولايته، ودفعت شعبية حكومته الكثيرين إلى توقع فوزه في الانتخابات الفيدرالية لعام 1957 بسهولة. لكن قراره بالإسراع في نقاش عام 1956 حول خط الأنابيب عبر كندا وإقفاله النقاش بالتصويت دفع البعض إلى الاعتقاد بأن الليبراليين قد أصابهم الغرور لوجودهم عقدين في السلطة، وفي مفاجأة كبيرة، هُزم الحزب بفارق ضئيل من قبل الحزب الكندي التقدمي المحافظ بقيادة جون ديفنبيكر، وأنهوا بذلك ما يقرب من 22 عامًا من الحكم الليبرالي. بعد هزيمته بفترة وجيزة، تقاعد سانت لوران من السياسة وعاد إلى ممارسة القانون. كان موضع تقدير بين المحللين والجمهور، لأسباب ليس أقلها برامجه التقدمية وسياساته المسؤولة ماليًا التي ساعدت في تشكيل كندا بعد الحرب. ووفقًا للمؤرخ دونالد كريغتون، فقد كان «رجلًا معتدلًا وحذرًا للغاية... وقوميًا كنديًا قويًا».

## بداياته وعائلته وتعليمه
ولد لويس سان لوران في 1 فبراير  من العام 1882 في كومبتون، كيبيك، وهي قرية في الضواحي الشرقية للمقاطعة، والده جان بابتيست مويس سان لوران، وهو كندي من أصول فرنسية، ووالدته ماري آن برودريك، كندية من أصول أيرلندية. نشأ على تعلم لغتين لينطق بهما بطلاقة. كانت لهجته في الإنجليزية ذات بصمة ايرلندية واضحة، بينما كانت إيماءاته فرنسية الطابع.
حصل على درجات علمية من كلية سان تشارلز بورومي وجامعة لافال. عُرضت عليه منحة رودس بعد تخرجه من لافال عام 1905، لكنه رفضها. في عام 1908، تزوج من جين رينو (1886-1966)، وأنجب منها ولدين وثلاث بنات، يُعرف منهم جان بول سان لوران.

## مسيرته المهنية في القانون
عمل سان لوران محاميًا منذ عام 1905 حتى عام 1941، كما أصبح أستاذًا للقانون بجامعة لافال في عام 1914. تمرّس سان لوران بقانون الشركات والقانون الدستوري في كيبيك وأصبح أحد المستشارين الأكثر احترامًا في البلاد. شغل منصب رئيس نقابة المحامين الكندية منذ العام 1930 حتى عام 1932. في عام 1913، كان أحد محامي الدفاع عن هاري كيندال ثو، الذي كان يسعى لتجنب تسليمه من كيبيك.
كان والد سان لوران، وهو صاحب متجر في كومبتون، من أشد المؤيدين للحزب الليبرالي الكندي وكان من أشد المعجبين بالسير ويلفريد لورييه. عندما قاد لورييه الليبراليين للفوز في انتخابات عام 1896، نقل لويس، البالغ من العمر 14 عامًا حينها، نتائج الانتخابات من الهاتف في متجر والده. لكن، على الرغم من أن لويس كان ليبراليًا متحمسًا، إلا أنه ظل بعيدًا عن النشاط السياسي معظم حياته، وركز بدلاً من ذلك على حياته المهنية القانونية وعلى عائلته. أصبح أحد المحامين البارزين في كيبيك وكان يحظى بتقدير كبير لدرجة أن منصبًا في مجلس الوزراء عرضه عليه رئيس الحكومة المحافظ آرثر ميغن في عام 1926، كما عُرض عليه مقعد قاضٍ في المحكمة العليا لكندا، لكنه رفض كلا العرضين.

## وزير العدل
لم يوافق سانت لوران على دخول السياسة إلا عندما بلغ الستين من عمره تقريبًا عندما ناشد رئيس الوزراء الليبرالي وليام ليون ماكينزي كينغ إحساسه بالواجب في أواخر عام 1941. توفي إرنست لابوينت، ملازم كينغ في كيبيك، في نوفمبر 1941. ورأى كينغ أن ملازم كيبيك يجب أن يكون قويًا ومحترمًا كبيرة جدًا ليساعد في التعامل مع قضية التجنيد الإلزامي المتقلبة. كان كينج سياسيًا مبتدئًا عندما شهد أزمة التجنيد الإلزامي عام 1917 أثناء الحرب العالمية الأولى وأراد منع الانقسامات المشابهة من تهديد حكومته. أوصى العديد بسانت لوران لهذا المنصب. بناءً على هذه التوصيات، عين كينغ سانت لوران في مجلس الوزراء كوزير للعدل، وهو منصب لابوينت السابق، في 9 ديسمبر. وافق سانت لوران على الذهاب إلى أوتاوا يدفعه شعوره بالواجب، لكنه اشترط أن يكون دخوله السياسة أمرًا مؤقتًا وأن عودته إلى كيبيك مرتبطة بنهاية الحرب. في فبراير 1942 فاز في الانتخابات الفرعية في كيبيك الشرقية، وهي دائرة لابوينت السابقة، وكان يشغلها لورييه سابقًا. أيد سانت لوران قرار كينغ بإدخال التجنيد الإلزامي في عام 1944 (انظر أزمة التجنيد الإلزامي عام 1944). منع بتأييده العديد من أعضاء البرلمان من مغادرة الحزب، وبالتالي كان حاسمًا في الحفاظ على اتحاد الحكومة والحزب. كان سانت لوران اليد اليمنى للملك.
مثّل سانت لوران كندا في مؤتمر سان فرانسيسكو عام 1945 الذي ساعد على تأسيس الأمم المتحدة.
في عام 1944 أشرف سانت لوران على إنشاء المخصصات العائلية. في عام 1945 دعم سانت لوران برنامجًا لإعادة الإعمار الاقتصادي والمزيد من الرعاية الاجتماعية، والتي تألفت من مخططات تقاسم التكاليف بين الفيدرالية والمقاطعات لمعاشات الشيخوخة والتأمين الطبي والمستشفى. كان بعض المسؤولين قلقين من أن تؤدي هذه التغييرات الشاملة إلى حدوث نزاعات بين الحكومة الفيدرالية وحكومات المقاطعات، لكن سانت لوران اعتقد أن الكنديين انضموا إلى هذه البرامج ودعموها، وذكر أنهم «كانوا على دراية دائمة بالخدمات التي تقدمها حكومات المقاطعات في حين أنهم نظروا إلى الحكومة المركزية على أنها تفرض أعباء مثل الضرائب والتجنيد الإجباري».
في سبتمبر 1945 وصل كاتب الشفرات السوفيتي إيغور جوزينكو فجأة إلى مكتب سانت لوران ومعه دليل على وجود حلقة تجسس سوفيتية تعمل في كندا والولايات المتحدة وبريطانيا العظمى. عُرفت باسم قضية جوزينكو، وأظهرت الاكتشافات والتحقيقات اللاحقة على مدى السنوات القليلة التالية التجسس السوفيتي الكبير في أمريكا الشمالية.

## وفاته
توفي لويس ستيفن سان لوران بسبب قصور في القلب في 25 يوليو من العام 1973، في مدينة كيبيك، مقاطعة كيبيك، عن عمر يناهز 91 عامًا ودفن في مقبرة سان توماس داكوين في مسقط رأسه كومبتون، كيبيك.
احتل سان لوران المرتبة الرابعة في استطلاع للرؤساء العشرين الأوائل (أجراه جان كريتيان) لكندا قام به مؤرخون كنديون، واستخدمه ج. ل. جراناتستين ونورمان هيلمر في كتابهم رؤساء الوزراء: ترتيب قادة كندا.

## جوائز وترشيحات
حصل على جوائز منها:
- جائزة نوبل للسلام (1952)

ترشح لـ:
- جائزة نوبل للسلام (1952).[13]

## روابط خارجية
- لويس سانت لوران على موقع الموسوعة البريطانية (الإنجليزية)
- لويس سانت لوران على موقع مونزينجر (الألمانية)
- لويس سانت لوران على موقع إن إن دي بي (الإنجليزية)